# Tulus (chanteur)
 (juillet 2023).
Muhammad Tulus, dit Tulus né le 27 août 1987 à Jakarta en Indonésie, est un chanteur et acteur indonésien.

## Biographie
Tulus est né à Bukittinggi, Sumatra occidental, Indonésie. Son premier album, Tulus, est sorti en 2011. Rolling Stone Indonesia a placé cet album au sommet du classement du meilleur album d'Indonésie et a été récompensé pour Tulus en tant que recrue de l'année en 2013. Son deuxième album,  Gajah , est sorti en 2013. 88 000 exemplaires ont été produits et distribués depuis, l'une des plus grandes productions de CD en Indonésie (2014-2015). C'était le seul album de musique du indonésien qui figurait dans le Top 10 des albums de musique les plus vendus sur iTunes Asia, deux mois de suite après sa sortie. Le titre de l'album a été choisi parce que c'était un surnom d'enfance de Tulus. Gajah est aussi le titre d'une des chansons de l'album.
En 2016, son troisième album studio  Monokrom  devait officiellement sortir en août, par son propre label Tulus Co. Il est également sorti sous CD dans 100 magasins de musique indonésiens et également sorti en numérique en Malaisie.

## Discographie

### Album
- Tulus (2011)
- Gajah (2014)
- Monokrom (2016)
- Manusia (2022)